# Philodoria floscula
Philodoria floscula är en fjärilsart som beskrevs av Walsingham 1907. Philodoria floscula ingår i släktet Philodoria och familjen styltmalar. Inga underarter finns listade i Catalogue of Life.